# Terminal Tower

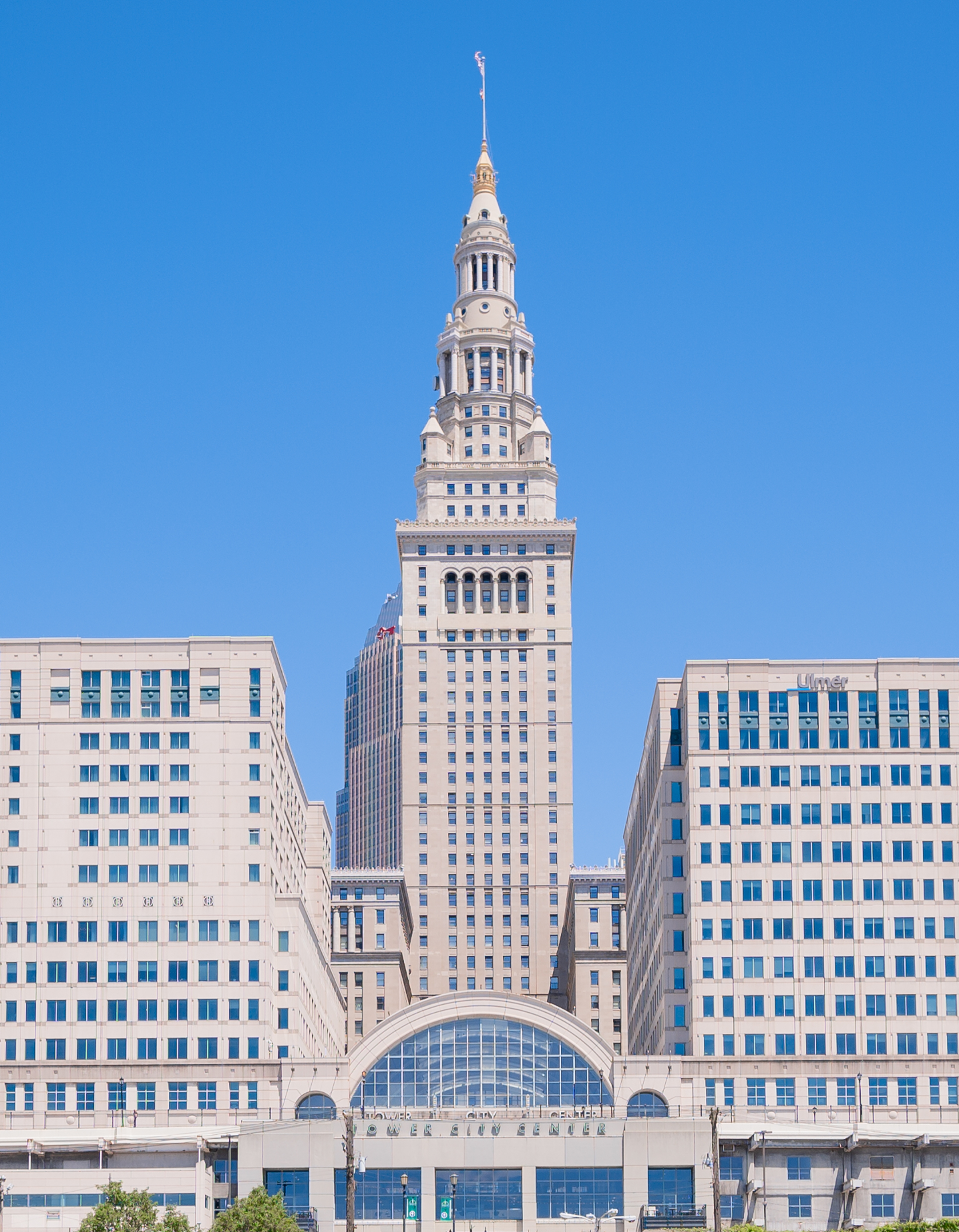
Terminal Tower

Terminal Tower je 52-patrový mrakodrap v americkém městě Cleveland. Byl postaven během tzv. "mrakodrapového boomu"[zdroj?] v letech 1926 - 1930 podle plánů architektonické společnosti Graham, Anderson, Probst & White ve stylu beaux-arts. Otevřen byl dne 28. června 1930. Po dokončení se s výškou 235 m stal 4. nejvyšší budovou světa. Stal se také nejvyšší budovou postavenou mimo město New York a tento titul mu vydržel do roku 1964, kdy byl dokončen bostonský Prudential Tower. Nejvyšší budovou města byl do roku 1991, kdy ho výškově překonal Key Tower. Dnes je součástí komplexu Tower City Center a hlavními nájemníky budovy jsou Forest City Enterprises a Riverside Company.